# Sciophila karelica
Sciophila karelica är en tvåvingeart som beskrevs av Zaitzev 1982. Sciophila karelica ingår i släktet Sciophila och familjen svampmyggor. Arten är reproducerande i Sverige. Inga underarter finns listade i Catalogue of Life.